# Hemicircus sordidus
Hemicircus sordidus là một loài chim thuộc họ Picidae. Loài chim này được tìm thấy ở Brunei, Indonesia (Sumatra và Borneo), Malaysia, miền nam Myanmar, và miền nam Thái Lan, nhưng đã trở nên khu vực tuyệt chủng ở Singapore. Môi trường sống tự nhiên của chúng là rừng ẩm vùng đất thấp nhiệt đới hoặc cận nhiệt đới và các khu rừng vùng núi ẩm nhiệt đới hoặc cận nhiệt đới.

## Sinh thái
Con chim gõ kiến này thường thấy sinh sống đơn lẻ hoặc theo cặp, nhưng đôi khi tụ họp trong các đàn tìm kiếm thức ăn trong tán cây. Chúng chủ yếu cho ăn bằng cách lượm lặt chứ không phải khoan vào gỗ, chế độ ăn uống bao gồm côn trùng và trái cây, bao gồm quả (Loranthus). Những con chim cướp biển vào ban đêm ở các lỗ nông mà chúng đào gần nhau trong gỗ chết. Thời gian làm tổ diễn ra trong các lỗ sâu hoặc khe hở, mùa sinh sản được giữa tháng 12 và tháng 7. 